# Levuglandine

Struttura della levuglandina D2.

Le levuglandine, o levuloglandine, sono eicosanoidi derivati dall'acido arachidonico. Si formano spontaneamente nell'organismo in seguito al riarrangiamento delle prostaglandine tramite condensazione aldolica.